# 小行星3639
小行星3639（英語：3639 Weidenschilling）是一颗围绕太阳公转的小行星。1985年10月15日，愛德華·鮑威爾在可可尼诺县发现了此天体。
这颗小行星的绝对星等为182.5457405463029等。